# تشوكا أومونا
تشوكا هاريسون أومونا (من مواليد 17 أكتوبر 1978) هو سياسي بريطاني ليبرالي ديمقراطي سابق، شغل منصب عضو البرلمان عن ستريذام منذ عام 2010 حتى عام 2019. كان عضوًا سابقًا في حزب العمال، وجزءًا من حكومة الظل منذ عام 2011 وحتى عام 2015. غادر حزب العمال في فبراير 2019، عندما استقال لتشكيل المجموعة المستقلة، ولاحقًا عُرفت باسم غيّروا المملكة المتحدة، إلى جانب ستة نواب آخرين. في وقت لاحق من عام 2019، غادر غيّروا المملكة المتحدة، وبعد فترة قصيرة انضم إلى الليبراليين الديمقراطيين كنائب مستقل. فشل في الانتخابات العامة لعام 2019، ولم تتم إعادة انتخابه نائبًا في البرلمان وترك مجلس العموم.
وُلد أومونا في لامبيث لأب نيجيري وأم إنجليزية-إيرلندية، وتلقى تعليمه في كلية سانت دونستان، وهي مدرسة خاصة في كاتفورد، لويشام. ثم درس القانون في جامعة مانشستر وجامعة نوتنغهام ترنت. كان عضوًا في حزب الديمقراطيين الليبراليين في مراهقته، وانضم إلى حزب العمال في عام 1997 عندما كان الحزب يصنف نفسه على أنه «حزب العمال الجديد». عمل محاميًا في مدينة لندن، أولًا لصالح هربرت سميث ثم لصالح روشمان لانداو، أثناء كتابة مقالات لمؤسسة كومباس الفكرية.
اختير أومونا كمرشح برلماني لحزب العمال عن ستريذام عام 2008، وانتخِب نائبًا في الانتخابات العامة لعام 2010. عندما كان في البرلمان، انحاز إلى تيار حزب «العمال الأزرق»، الذي رفض الاقتصاد النيوليبرالي. عمل في لجنة اختيار الخزانة حتى عام 2011، عندما انضم إلى مكتب الظل برئاسة إد ميلباند كوزير دولة الظل للأعمال والابتكار والمهارات. أعيد انتخابه في الانتخابات العامة لعامي 2015 و2017. بعد استقالة ميلباند، انتخب جيريمي كوربين زعيمًا لحزب العمال في عام 2015، انتقد أومونا قيادة الحزب واستقال من حكومة الظل ليجلس كنائب.
كان من مؤيدي حملة الاستفتاء الفاشلة لعام 2016 للاحتفاظ بعضوية المملكة المتحدة في الاتحاد الأوروبي، إذ خاض حملة من أجل الاستفتاء على الصفقة النهائية مع الاتحاد الأوروبي. في فبراير 2019 استقال من حزب العمال وانضم إلى المجموعة المستقلة، التي أصبحت لاحقًا غيّروا المملكة المتحدة. كان المتحدث باسم المجموعة ولكنه غادر في يونيو 2019 ليجلس كنائب مستقل بعد نتائج انتخابات البرلمان الأوروبي «المخيبة للآمال» التي أظهرت أن الحزب «فشل في انتخاب عضو واحد في البرلمان الأوروبي». بعد أسبوع واحد، انضم أومونا إلى الديمقراطيين الليبراليين وعينه الزعيم فينس كيبل متحدثًا رسميًا باسم وزارة الخزانة والأعمال. في أغسطس 2019 عُين متحدثًا باسم الشؤون الخارجية والتنمية والتجارة الدولية من قبل الزعيمة الجديدة جو سوينسون. ترشح لمدينتي لندن ووستمنستر في الانتخابات العامة لعام 2019 لكنه خسر أمام نيكي أيكن من حزب المحافظين.

## الحياة المهنية السياسية

### مسيرته البرلمانية المبكرة
في مارس 2008 اعتمِد أومونا بوصفه مرشح حزب العمل البرلماني المحتمل عن ستريذام. في الانتخابات العامة عام 2010، انتخب عضوًا في البرلمان عن ستريذام بأغلبية 3259 صوتًا، ألقى خطابه الأول في 2 يونيو 2010. اهتم بشكل خاص بالسياسة الاقتصادية وإصلاح المدينة.
وصف أومونا نفسه باعتباره من «عمال الأمة الواحدة»، وكتب مقالات تروج لاتجاه حزب «العمال الأزرق». قال إنه يتعين على الحكومة الائتلافية التي يقودها حزب المحافظين مراجعة برنامجها للضبط المالي، واتخاذ موقف أكثر صرامة مع الصناعة المصرفية البريطانية، واتخاذ إجراءات لتغيير سوق وكالات التصنيف الائتماني.
كان أومونا واحدًا من 63 نائبًا من حزب العمال الذين رشحوا إد ميلباند في انتخابات قيادة حزب العمال لعام 2010 لخلافة جوردون براون كزعيم للحزب.
في يونيو 2010 انتخِب أومونا كعضو في لجنة اختيار الخزانة. في يناير 2011 استجوب الرئيس التنفيذي لباركليز، بوب دايموند، بخصوص أنشطة التهرب الضريبي المزعومة من قبل البنك والتي كشف خلالها أن البنك استخدم أكثر من 300 شركة فرعية في الولايات القضائية الخارجية. ردًا على استجوابه، ذكر دايموند في فبراير 2011 أن باركليز دفع 113 مليون جنيه إسترليني كضرائب على الشركات في المملكة المتحدة في عام 2009، على الرغم من تحقيق أرباح بلغت 11.6 مليار جنيه إسترليني. شغل أومونا هذا المنصب في لجنة الاختيار حتى تعيينه وزيرًا للظل للأعمال الصغيرة والمشاريع.

## وصلات خارجية
- الموقع الرسمي
- ChukaUmunna، وChukaUmunna[1]على تويتر.

1. ↑   https://candidates.democracyclub.org.uk/person/2918. {{استشهاد ويب}}: |url= بحاجة لعنوان (مساعدة) والوسيط |title= غير موجود أو فارغ (من ويكي بيانات) (مساعدة)